# Будинок Убогих (Золочів)
Золочівський двір, Будинок Убогих — найдавніший будинок Золочева, в якому жив господар міста і околиці. Унікальна для України готична споруда з елементами ренесансу.

## Назва
Будинок змінював своє призначення, тому його називають також «villa regia», «Боярський двір», «Золочівський двір», «Арсенал». Назва «будинок убогих» закріпилася за ним, оскільки господар міста утримував старців при цьому дворі. Наразі має назву Монастир Воздвиження Чесного і Животворящого Хреста.

## Історія
Збудований як фортифікаційно укріплена кам'яна споруда з ровом та валами навколо. Згадку про цей будинок 1423 року, коли родина Кирдеїв передає двір Золочів дрогобицькому старості Янові Менжику, вважають першою згадкою про Золочів.
За документами 1437, 1441 років власниками Золочівського двора були Янчинські, а в 1442—1467 роках він записаний як «villa regia» — королівський маєток.
Пізніше добудовують високий двох’ярусний аттик у типових ренесансних формах. Споруда набуває ранньоренесансного вигляду двору-курії. Фрагментарно атик зберігся на двох фронтонах споруди.
Господарі Золочева жили в цьому дворі, тут же містився і міський арсенал. Але після зведення Золочівського замку двір почав занепадати.
Історія цього двору свідчить, що він змінив близько десяти власників, більшість із яких судилися за нього. У 17 столітті будинок переходить у власність польської королівської родини Собєських. Оскільки в місті був замок, то й потреба у кам'яниці відпала, і Ян Собєський віддав його для потреб убогих.
У 1627 році двір переходить у власність парафіяльного костелу як житло для пароха, вікарія, органіста та інших духовних осіб. Для утримання двору призначено село Єлиховичі.
1868 року потрапив у власність армії, а в часи УРСР слугував складом.
У незалежній Україні, незважаючи на давність споруди та її унікальність, вона не потрапила до списку національних пам'яток. Тому її піддали реконструкції, змінили конфігурацію шатрового даху, влаштували мансардні приміщення у двох рівнях, на фронтонах встановлено два хрести, що змінило оригінальний вигляд споруди. З давніх архітектурних деталей зберігся портал, складений із трьох брил вапняку та камін у сінях з гострою готичною аркою.
Будинок передали 20 січня 2012 року в безоплатне користування на 49 років Українській греко-католицькій церкві Воздвиження Животворящого Хреста, що провела реконструкцію та відкрила там монастир Братів Менших (францисканців).

## Галерея

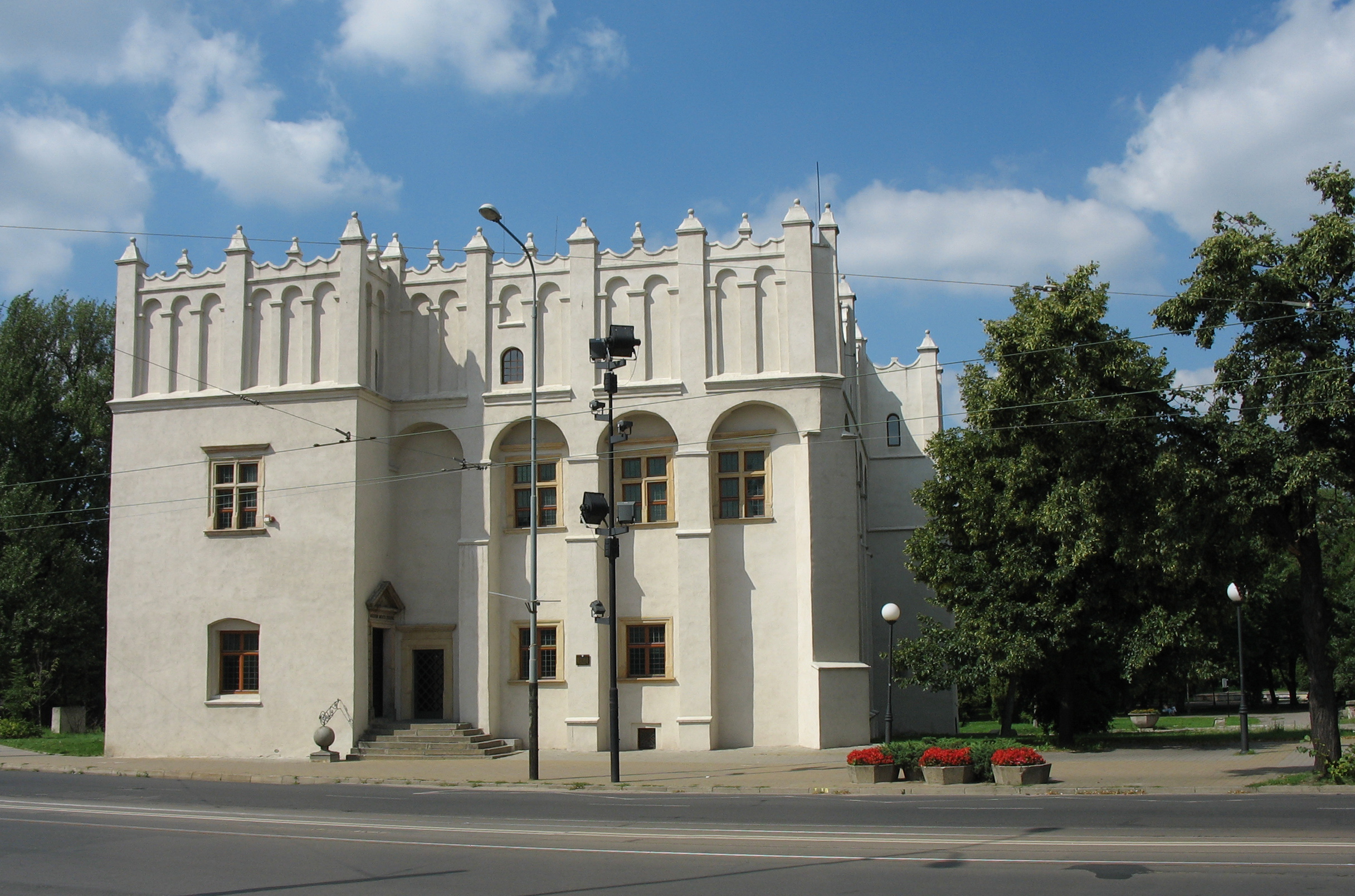
Схожий за типом відреставрований двір у Паб'яницях зі збереженими аттиками
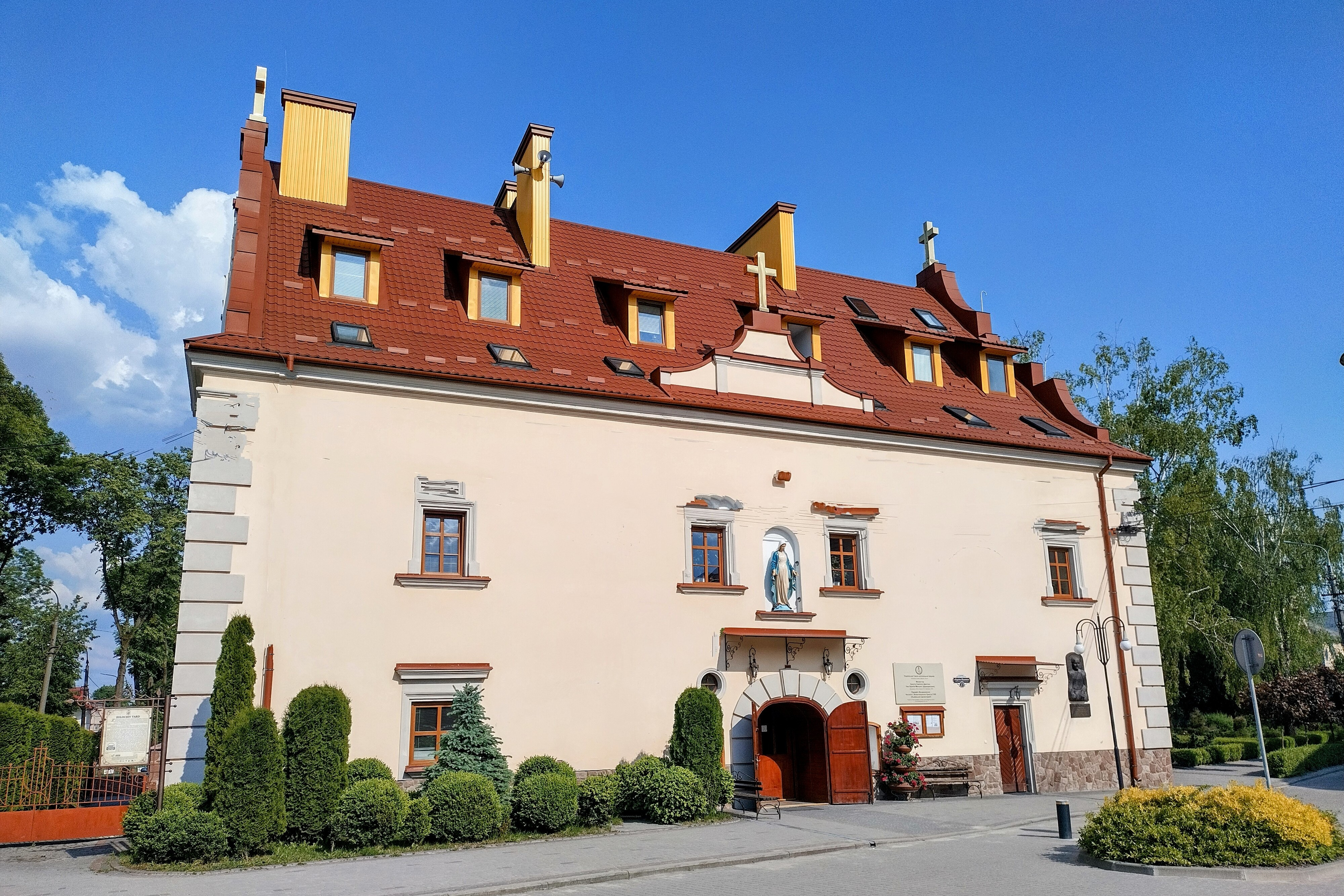
Головний фасад